# Spilosoma eximia
Spilosoma eximia là một loài bướm đêm thuộc phân họ Arctiinae, họ Erebidae.